# Буниум
Буниум (лат. Bunium) — род травянистых растений семейства Зонтичные (Apiaceae).

## Ботаническое описание
Многолетние голые травянистые растения. Клубень яйцевидный или шаровидный, глубоко погружённый. Стебель ветвящийся почти от основания. Листья трижды перисто-рассечённые на линейные сегменты, прикорневые — с длинным черешком. Обёртки и обёрточки неустойчивы или отсутствуют.
Цветки тычиночные и обоеполые, актиноморфные, собраны в малолучевые сложные зонтики. Зубцы чашечки незаметные. Лепестки белые или слегка пурпуровые, у наружных цветков немного увеличенные, обратно-сердцевидные. Плоды от линейно-продолговатых до яйцевидных.

## Виды
Род включает 33 вида:
- Bunium allioides Bani, Pimenov & Adigüzel
- Bunium alpinum Waldst. & Kit.
- Bunium atlanticum (Maire) Dobignard
- Bunium avromanum (Boiss. & Hausskn.) Drude
- Bunium bourgaei (Boiss.) Freyn & Sint. — Буниум Буржо
- Bunium brachyactis (Post) H.Wolff
- Bunium brevifolium Lowe
- Bunium bulbocastanum L. typus[1] — Буниум клубнекаштановый
- Bunium chabertii (Batt.) Batt.
- Bunium cornigerum (Boiss. & Hausskn.) Drude
- Bunium crassifolium (Batt.) Batt.
- Bunium elatum (Batt.) Batt.
- Bunium elegans (Fenzl) Freyn — Буниум изящный
- Bunium ferulaceum Sm. — Буниум феруловый
- Bunium fontanesii (Pers.) Maire
- Bunium hermonis (Post) Kljuykov
- Bunium luristanicum Rech.f.
- Bunium macuca Boiss.
- Bunium microcarpum (Boiss.) Freyn & Bornm. — Буниум мелкоплодный
- Bunium nilghirense H.Wolff
- Bunium nothum (C.B.Clarke) P.K.Mukh.
- Bunium nudum (Post) H.Wolff
- Bunium pachypodum P.W.Ball
- Bunium paucifolium DC. — Буниум малолистный
- Bunium pestalozzae Boiss.
- Bunium pinnatifolium Kljuykov
- Bunium rectangulum Boiss. & Hausskn.
- Bunium sancakense Yild. & Kiliç
- Bunium sayae Yild.
- Bunium scabrellum Korovin — Буниум шероховатый
- Bunium sivasicum M.Çelik & Bagci
- Bunium tenerum Hausskn.
- Bunium verruculosum C.C.Towns.